# Otpisani (televizijska serija)
Otpisani, televizijska ratna serija tadašnje Televizije Beograd (danas RTS).
U trinaest epizoda prate se događaji oko grupe mladih ilegalaca u Beogradu u vremenu Drugog svjetskog rata. Nastala je prema istoimenoj knjizi Dragana Markovića. Serija je snimana 1974. i 1975., a zbog popularnosti, dvije godine poslije snimljen je nastavak Povratak otpisanih.

## Glumačka postava
Glavnu glumačku postavu čine:
- Voja Brajović kao Tihi

- Dragan Nikolić kao Prle

- Predrag Miki Manojlović kao Paja

- Čedomir Petrović kao Zriki

- Aleksandar Berček kao Čibi

Zapažene uloge ostvarili su i Stevo Žigon, Rade Marković, Dragomir Felba i Vasa Pantelić.

## Epizode
1. Bolnica
2. Garaža
3. Izdajnik
4. Štamparija
5. Pečurke
6. Kanal
7. Banjički logor
8. Poštar
9. Paja bakšiš
10. Vlada Rus
11. Provala
12. Ranjenici
13. Brodogradilište